# Cosmosoma flavothoracides
Cosmosoma flavothoracides là một loài bướm đêm thuộc phân họ Arctiinae, họ Erebidae.